# Enlightenment: Music for the opening ceremony
Enlightenment: Music For The Opening Ceremony é o álbum oficial dos Jogos Paralímpicos de Verão de 2012, que foram realizados em Londres.
Ele traz as músicas que foram tocadas na cerimônia de abertura do evento.

## Faixas
| N.º            | Título                                                           | Artista/Banda | Duração |  |
| 1.             | "Prologue"                                                       | London Symphony Orchestra & David Charles Abell | 2:52    |  |
| 2.             | "Jasmine's Theme"                                                | London Symphony Orchestra & David Charles Abell | 4:07    |  |
| 3.             | "Principia"                                                      | Barts Choir, The London Chorus, Hackney Singers, London Gay Men's Chorus, Lewisham Choral Society, Hackney Empire Community Choir, London Symphony Orchestra & David Charles Abell | 3:51    |  |
| 4.             | "Spirit in Motion"                                               | London Symphony Orchestra, David Charles Abell & Denise Leigh | 4:37    |  |
| 5.             | "Declaration of the Games"                                       | London Symphony Orchestra & David Charles Abell | 0:42    |  |
| 6.             | "Hymne a l'avenir"                                               | London Symphony Orchestra & David Charles Abell | 2:14    |  |
| 7.             | "Brave New World"                                                | London Symphony Orchestra & David Charles Abell | 1:36    |  |
| 8.             | "Eternal Source of Light Divine (feat. Phil Cobb)"               | London Symphony Orchestra, David Charles Abell & Elin Manahan Thomas | 4:00    |  |
| 9.             | "Navigation"                                                     | London Symphony Orchestra & David Charles Abell | 4:14    |  |
| 10.            | "Storm"                                                          | London Symphony Orchestra & David Charles Abell | 2:09    |  |
| 11.            | "Gravity"                                                        | London Symphony Orchestra & David Charles Abell | 1:20    |  |
| 12.            | "Masque"                                                         | London Symphony Orchestra & David Charles Abell | 3:47    |  |
| 13.            | "Where Is It Going? (Paralympics Mix) / Spasticus Autisticus"    | Orbital & Graeae Theatre Company | 5:56    |  |
| 14.            | "Glass"                                                          | London Symphony Orchestra & David Charles Abell | 1:28    |  |
| 15.            | "Entry of the Flame"                                             | London Symphony Orchestra & David Charles Abell | 3:36    |  |
| 16.            | "I Am What I Am"                                                 | Beverly Knight | 4:57    |  |
| 17.            | "National Anthem"                                                | Barts Choir, The London Chorus, Hackney Singers, London Gay Men's Chorus, Lewisham Choral Society, Hackney Empire Community Choir, London Symphony Orchestra & David Charles Abell | 2:03    |  |
| 18.            | "Umbrella (feat. Jay-Z) (Seamus Haji & Paul Emanuel Radio Edit)" | Rihanna | 4:00    |  |
| Duração total: | Duração total:                                                   | Duração total: | 57:37   |  |